# Ein Hauch von Zärtlichkeit
Ein Hauch von Zärtlichkeit (Originaltitel: Si c’était à refaire) ist ein französisches Filmdrama von Claude Lelouch aus dem Jahr 1976 mit Catherine Deneuve und Anouk Aimée in den Hauptrollen.

## Handlung
Nach 16 Jahren Haft wegen Beihilfe zum Mord darf die 35-jährige Catherine Berger das Gefängnis verlassen. Mit einem Taxi fährt sie zum Bahnhof von Lyon, von wo aus sie mit dem Zug in ihre Heimat nach Aix-en-Provence zurückkehrt. Unterwegs versucht ein Mann, mit ihr zu flirten. Doch alles, woran sie denken kann, ist es, ihren Sohn endlich wiederzusehen, den sie im Gefängnis zur Welt brachte und der anschließend in einem Waisenhaus aufwuchs. Nur ungern denkt Catherine an die Ereignisse zurück, die ihr die gemeinsamen Jahre mit Simon gekostet haben.
Sie arbeitete einst als Sekretärin in einer Bank. Eines Tages bot ihr der Bankdirektor ein Glas Champagner an, das er mit einer Droge versehen hatte, um sie anschließend zu vergewaltigen. Catherine und ihr damaliger Verlobter Henri initiierten eine Racheaktion, die versehentlich zum Tod des Direktors führte und beide ins Gefängnis brachte. Als sich Henri in seiner Zelle erhängte, sah Catherine in einem eigenen Kind, das ihr die nötige Kraft geben konnte, die einzige Chance, um die jahrelange Haft zu überstehen. Sie bat ihren Anwalt, mit ihr ein Kind zu zeugen, doch lehnte dieser ab. Nach einem vermeintlichen Selbstmordversuch landete Catherine im Gefängniskrankenhaus, wo ihr schließlich ein Krankenpfleger den Wunsch nach einem Kind erfüllte.
Nach ihrer Entlassung aus der Haft trifft sich Catherine zunächst mit Henris Mutter Lucienne. Diese hilft ihr, eine Arbeit in einem Lampenladen zu finden und sich allmählich wieder in die Gesellschaft zu integrieren, die sich inzwischen vor allem in Bezug auf das Rollenbild der Frau stark verändert hat. In den Sommerferien lädt Catherine ihren Sohn zu sich ein. Gemeinsam reisen sie nach Saint-Valery-sur-Somme, wo sie einen Bootsausflug machen, Zeit am Strand verbringen und tanzen gehen. Simon weiß nicht, dass es sich bei der attraktiven Catherine um seine Mutter handelt. Er verliebt sich in sie und wird eifersüchtig, sobald ein Mann Catherine Avancen macht.
Als Simon schließlich die Wahrheit erfährt, zieht es den sensiblen Teenager zu Catherines ehemaliger Zellengenossin Sarah Gordon hin, die Catherines engste Vertraute ist. Sarahs 18-jährige Tochter verlobt sich derweil mit einem weit älteren Mann. Catherine ist entsetzt, als sie herausfindet, dass ihr Sohn mit Sarah eine Affäre hat. Sie ist dennoch entschlossen, die verlorene Zeit mit ihm nachzuholen und eine enge Mutter-Sohn-Beziehung aufzubauen. Ihre Bemühungen zahlen sich am Ende aus. In Simons unkonventionellem Geschichtslehrer Patrick findet sie zudem den idealen Lebenspartner.

## Hintergrund
Die Dreharbeiten fanden unter anderem in Aix-en-Provence und Saint-Valery-sur-Somme statt sowie auf dem Mont Blanc, der als Schauplatz der letzten Szene diente. Ein Hauch von Zärtlichkeit wurde am 1. Oktober 1976 erstmals in Frankreich gezeigt, wo über 1,3 Millionen Zuschauer verbucht werden konnten. In den bundesdeutschen Kinos wurde der Film am 13. Januar 1977 veröffentlicht. Am 24. Februar 1978 kam er auch in die Kinos der DDR.

## Kritiken
„Eine bestechend fotografierte Kinogeschichte, die hinter der verführerischen Oberfläche aber hohl und verlogen erscheint“, urteilte das Lexikon des internationalen Films. Cinema zufolge gebe es „[l]eider nur ein[en] Hauch von Handlung“, dafür sei der Film jedoch „meisterhaft in Szene gesetzt“. Zusammengefasst handle es sich um „[p]rominent besetzte[n] Gefühlskitsch“.

## Auszeichnungen
Bei der César-Verleihung 1977 war Charles Denner in der Kategorie Bester Nebendarsteller nominiert. Er musste sich jedoch Claude Brasseur geschlagen geben, der den Preis für Ein Elefant irrt sich gewaltig gewann.

## Deutsche Fassung
| Rolle            | Darsteller        | Synchronsprecher   |
| ---------------- | ----------------- | ------------------ |
| Catherine Berger | Catherine Deneuve | Helga Trümper      |
| Sarah Gordon     | Anouk Aimée       | Marion Degler      |
| Anwalt           | Charles Denner    | Harry Wüstenhagen  |
| Patrick          | Francis Huster    | Wolfgang Draeger   |
| Immobilienmakler | Jacques Villeret  | Klaus Sonnenschein |